# Kate Bruce
Kate Bruce (Columbus, Indiana, 17 de febrero de 1860-Nueva York, 2 de abril de 1946) fue una actriz cinematográfica estadounidense. 

## Resumen biográfico

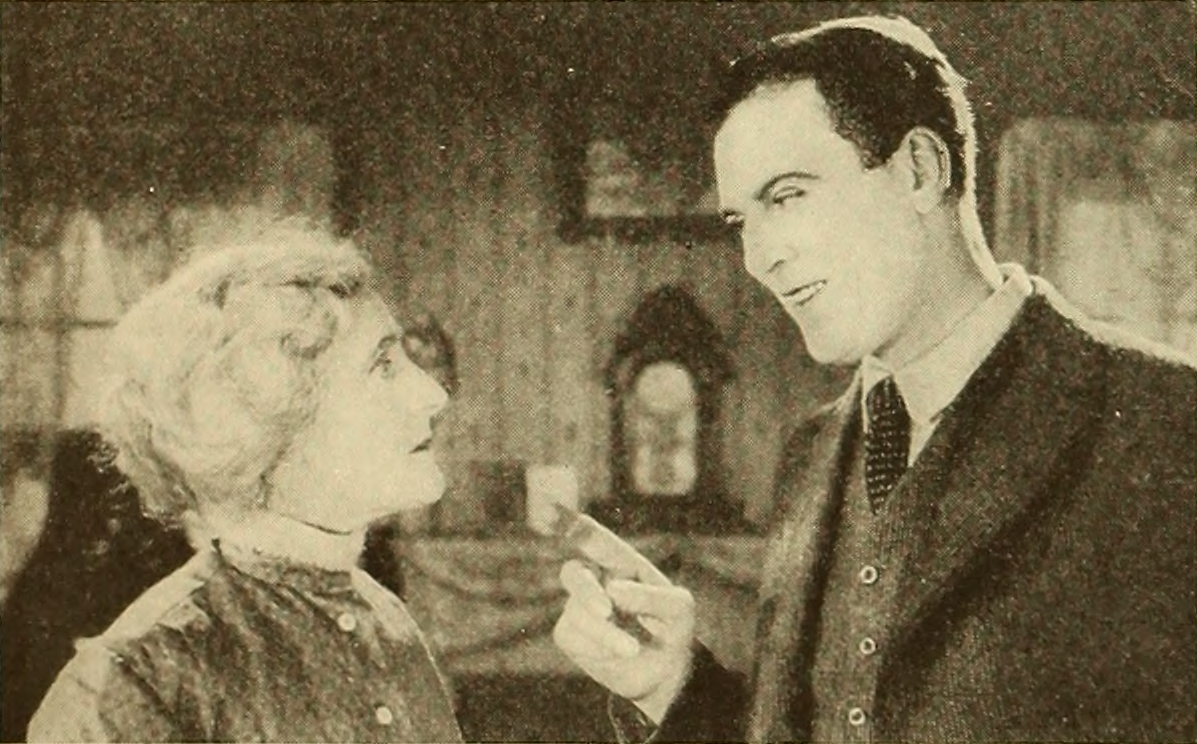
Kate Bruce y Thomas Meighan en la película The City of Silent Men (1921)

Nacida en Columbus, Indiana, su actividad se desarrolló en la época del cine mudo. En total actuó en 289 filmes entre 1908 y 1931. En 1885, Bruce partió de Boone, Iowa, en un vagón con un grupo de actores ambulantes en una época en que los escenarios se iluminaban con luces de aceite. En Broadway, Bruce actuó en The Starbucks (1903).
Falleció en 1946 en la ciudad de Nueva York.

## Filmografía seleccionada
- The Golden Louis (1909)
- At the Altar (1909)
- The Country Doctor (1909)
- The Hessian Renegades (1909)
- The Red Man's View (1909)
- A Trap for Santa (1909)
- In Little Italy (1909)
- To Save Her Soul (1909)
- Choosing a Husband (1909)
- The Rocky Road (1910)
- All on Account of the Milk (1910)
- The Two Brothers (1910)
- A Romance of the Western Hills (1910)
- Ramona (1910)
- The Unchanging Sea (1910)
- What the Daisy Said (1910)
- The Fugitive (1910)
- His Trust (1911)
- His Trust Fulfilled (1911)
- The Spanish Gypsy (1911)
- How She Triumphed (1911)
- Fighting Blood (1911)
- A Country Cupid (1911)
- The Long Road (1911)
- The Battle (1911)
- The Voice of the Child (1911)
- The Eternal Mother (1912)
- The Transformation of Mike (1912)
- A String of Pearls (1912)
- The Punishment (1912)
- One Is Business, the Other Crime (1912)
- The Spirit Awakened (1912)
- A Feud in the Kentucky Hills (1912)
- The One She Loved (1912)
- The Painted Lady (1912)
- Heredity (1912)
- The Informer (1912)
- The New York Hat (1912)
- My Hero (1912)
- A Cry for Help (1912)
- The Telephone Girl and the Lady (1913)
- A Girl's Stratagem (1913)
- The Unwelcome Guest (1913)
- The Sheriff's Baby (1913)
- A Frightful Blunder (1913)
- A Misunderstood Boy(1913)
- The Wanderer (1913)
- The Stolen Loaf (1913)
- The House of Darkness (1913)
- Olaf-An Atom (1913)
- Just Gold (1913)
- The Mothering Heart (1913)
- The Enemy's Baby (1913)
- The Strong Man's Burden (1913)
- The Stopped Clock (1913)
- The Battle at Elderbush Gulch (1913)
- A Nest Unfeathered (1914)
- Judith of Bethulia (1914)
- The Rebellion of Kitty Belle (1914)
- His Desperate Deed (1915)
- The House Built Upon Sand (1916)
- Souls Triumphant (1917)
- Lillian Gish in a Liberty Loan Appeal (1918)
- The Greatest Thing in Life (Lo más grande en la vida) (1918)
- A Romance of Happy Valley (1919)
- True Heart Susie (1919)
- Way Down East (1920)
- The Struggle (1931)